# Manfeild Circuit Chris Amon
Der Manfeild Circuit Chris Amon, ehemals Manfeild Autocourse, ist eine Motorsport-Rennstrecke im neuseeländischen Feilding, etwa 130 km nordöstlich der Hauptstadt Wellington. Die Strecke wurde 1973 als zweite Strecke auf der neuseeländischen Nordinsel erbaut und 1990 erweitert, um internationalen Standards zu entsprechen. 

## Geschichte
Der Circuit Chris Amon wurde 1973 vom Manawatu Car Club Incorporated als Manfeild Autocourse unter Mithilfe des neuseeländischen Formel-1-Fahrers Chris Amon errichtet und eingeweiht. Anfangs hatte er eine Länge von 3.033 Metern. Im Jahr 1990 kaufte der Automobilclub Land hinzu und erweiterte die Strecke auf 4,511 km, die in der Folge unter anderem von der FIM für Motorradrennen homologiert wurde.
Im Jahr 2004 schlossen sich die drei Eigner auf deren Grund die Rennstrecke liegt zum Manfeild Park Trust zusammen, um die Entwicklung des Areals, auf dem sich außerdem unter anderem noch ein 7750 m² großes multifunktionales Stadion befindet, das oft als Pferdesportanlage genutzt wird, voranzutreiben. In Zukunft ist der Bau neuer Boxenanlagen, eines Fahrsicherheitszentrums sowie eines landwirtschaftlichen Gewerbeparks geplant.
2016 wurde die Strecke nach Chris Amon umbenannt.

## Strecke
Motorsport-Veranstaltungen werden ausschließlich auf der kürzeren Grand-Prix-Strecke ausgetragen, da der später hinzugefügte Streckenabschnitt keine FIA-Lizenz besitzt. Die Strecke kann in beide Richtungen befahren werden, wird jedoch meist im Uhrzeigersinn genutzt. Nur Motorradrennen können auch mit Sondererlaubnis in die entgegengesetzte Richtung ausgetragen werden.

## Veranstaltungen
Auf dem Circuit Chris Amon werden heute eine Vielzahl von Rennen zu nationalen neuseeländischen Rennserien, wie der Formel Ford, der Mini Challenge, dem Porsche-GT3-Cup oder der Toyota-Racing-Series ausgetragen. Außerdem finden auf dem Streckenareal eine Vielzahl öffentlicher Veranstaltungen statt, darunter Pferdeschauen, Tagungen, Radrennen und Feuerwerke.
Zwischen 1988 und 1992 gastierte die Superbike-Weltmeisterschaft viermal auf der Strecke.

### Sieger der Superbike-WM-Läufe
| Jahr | Sieger 1. Lauf       | Sieger 2. Lauf             |
| ---- | -------------------- | -------------------------- |
| 1988 | Fred Merkel (Honda)  | Stéphane Mertens (Honda)   |
| 1989 | Terry Rymer (Yamaha) | Stéphane Mertens (Honda)   |
| 1990 | Terry Rymer (Yamaha) | Rob Phillis (Kawasaki)     |
| 1992 | Doug Polen (Ducati)  | Giancarlo Falappa (Ducati) |